# 山本十四尾
山本 十四尾（やまもと としお、1935年6月7日 - ）は、日本の詩人。
東京生まれ。明治大学政治経済学部卒。『彬彬』同人。『衣』発行人。1999年『雷道』で第17回現代詩人賞受賞。2004-06年日本現代詩人会初代副理事長。

## 詩集
- 『葬花 詩集』勁草書房 1986（横浜詩人会賞）
- 『風呂敷 詩集』すばる書房 1988（茨城文学賞）
- 『雷道 詩集』書肆青樹社 1999（現代詩人賞・茨城新聞社賞）
- 『舞雪』書肆青樹社 2001
- 『水の充実 山本十四尾詩集』コールサック社 2006
- 『女将 山本十四尾詩集』コールサック社 2009
- 『謝して遺言』歩行社 2012
- 撰集詩集『相＊抄と鈔―最後の異動〈比岸より彼岸へ〉の前に―』歩行社 2019
- 『心袋』栃木文化社 2021
- その他詩集多数

### 共編著
- 『原爆詩一八一人集 2006年』鈴木比佐雄,長津功三良共編 コールサック社 2006(第18回宮沢賢治賞・イーハトーブ賞）
- 『生活語詩二七六人集 山河編 2008年版』有馬敲,鈴木比佐雄共編 コールサック社 2008
- 『大空襲三一〇人詩集 1937～2009年』鈴木比佐雄,長津功三良,郡山直共編 コールサック社 2009
- 『鎮魂詩（レクイエム）四〇四人集』鈴木比佐雄,菊田守,長津功三良共編 コールサック社 2010

花の名詩を後世に残す花の詩だけの詩人641人アンソロジー（花話会編）
- 『アンソロジー花音 2013～詩人204人 それぞれの花姿～花話会編』歩行社 2013
- 『アンソロジー花音 2015～204人の人花一如～花話会編』歩行社 2015
- 『アンソロジー花音 2017～完結編』2017年9月刊行 歩行社

詩人の詩への自分の思考と志向と嗜好そして詩想と思想を『詩姿』と位置付けた『詩姿の原点』（衣の会編）
- 第Ⅰ集 『69人の詩人の詩姿』 衣の会
- 第Ⅱ集 『31人の詩人の詩姿』 衣の会
- 第Ⅲ集 『40人の詩人の詩姿』 衣の会
- 第Ⅳ集 『90人の詩人の詩姿』 衣の会
- 第Ⅴ集 『48人の詩人の詩姿』 衣の会

第Ⅰ集～第Ⅴ集、計269人の詩人の詩姿に第Ⅵ集51人の詩姿を加えて、「日本の詩人320人の誌姿の原点」として１冊の冊子にして６月に刊行。限定350部発行。詩の教室「花話会」編

### 活動
ボランティアで2000年に開いた詩の教室「花話会」を古河文学館講座室にて現在も開講中(2021年、21年目を迎えている)
「詩と版画のコラボレーション」2017年11月19日～25日下野新聞カフェで開催